# Morozovskij rajon
Il Morozovskij rajon, in russo Морозовский район?, è un rajon dell'Oblast' di Rostov, nella Russia europea. Istituito nel 1924, il capoluogo è Morozovsk.